# Palvinov
Palvinov či Palvínov (chybně Pavinov) je vesnice, část města Hartmanice v okrese Klatovy v Plzeňském kraji. Leží dva kilometry východně od Hartmanic. Nachází se zde zámeček ze 17. století.

## Historie
První písemná zmínka o vesnici pochází z roku 1542.

## Obyvatelstvo
| Rok            | 1869 | 1880 | 1890 | 1900 | 1910 | 1921 | 1930 | 1950 | 1961 | 1970 | 1980 | 1991 | 2001 | 2011 | 2021 |
| -------------- | ---- | ---- | ---- | ---- | ---- | ---- | ---- | ---- | ---- | ---- | ---- | ---- | ---- | ---- | ---- |
| Počet obyvatel | 103  | 123  | 104  | 101  | 96   | 0    | 93   | 0    | 37   | 25   | 29   | 17   | 16   | 8    | 15   |
| Počet domů     | 13   | 14   | 14   | 13   | 14   | 13   | 15   | 0    | 0    | 6    | 7    | 7    | 7    | 7    | 7    |

## Obecní správa
Při sčítání lidu v letech 1850–1899 Palvinov byl osadou obce Štěpanice v okrese Sušice. V následujícím období byla samota úředně zrušena a jako část města Hartmanice byla obnovena roku 1960 v okrese Klatovy.

## Pamětihodnosti a zajímavosti
- Ve vesnici se nachází stejnojmenný zámek, k jehož budovám patří kravín, seník a stodola, které nutně potřebují rekonstrukci. Pozemky zámku se rozkládají na katastrálních územích vsí Vatětice, Štěpanice a Nové Městečko a jsou loukami či se využívají jako pastviny.[8]
- K objektu vede 300 let stará[8] lipová alej, jež je pod číslem 104866 a názvem Palvínovská alej ke statku vedena v evidenci AOPK.[9] V areálu zámku roste také tzv. Skupina stromů v zámeckém parku Palvínov (č. 102395) a Zámecký klen (č. 102474).
- V poli na severozápad od zámku se nachází Palvínovská lípa (č. 102475), v centru vsi pak Vatětická lípa (č. 102471), a ve východní části vsi je evidována Skupina dubů zimních (č. 102394).
- Výklenková kaplička s ohradou z lomového kamene, která se nachází mezi Palvínovem a Mouřencem a které se říká "Švédské hroby"[10]